# Katarzyna Welf
Katarzyna Welf (ur. 1395, zm. 28 grudnia 1442 w Grimma) – księżniczka brunszwicka z dynastii Welfów, margrabina Miśni, landgrafini Turyngii i księżna elektorowa Saksonii od 1425 roku.
Drugie dziecko a zarazem jedyna córka księcia brunszwickiego Henryka Welfa i księżniczki wołogoskiej Zofii z dyn. Gryfitów, córki księcia Warcisława VI.
8 lutego 1402 roku została wydana za mąż, w wieku 7 lat, za margrabiego Miśni i landgrafa Turyngii Fryderyka I z dynastii Wettynów (późniejszego elektora Saksonii), któremu urodziła siedmioro dzieci:
- Katarzynę (zmarłą młodo),
- Fryderyka II (1412-1464), późniejszego margrabiego Miśni i elektora Saksonii (jako następcę swojego ojca),
- Zygmunta (1416-1471), późniejszego biskupa Würzburga,
- Annę (1420-1462), późniejszą landgrafinię Hesji jako żonę Ludwika I z dyn. heskiej,
- Katarzynę (1421-1476), późniejszą księżną elektorową Brandenburgii jako żonę Fryderyka II z dyn. Hohenzollernów,
- Henryka (1422-1435),
- Wilhelma (1425-1482), późniejszego landgrafa Turyngii[2].

Gdy elektor Fryderyk stracił większą część swojej armii w czasie wojen husyckich, a zwłaszcza w bitwie 1425 roku. księżna elektorowa sama zorganizowała kolejną armię w liczbie 20.000 mężczyzn, która rzuciła się do pomocy Fryderykowi, jednak została pokonana w bitwie pod Aussig w 1426 roku.
Katarzyna spędzała czas zwykle z mężem, a po jego śmierci sama, na Zamku Mildenstein w Leisnig, który w ten sposób stał się prywatną rezydencją elektorów saskich.